# Vignats
Pour les articles homonymes, voir Vignats (homonymie).
Vignats est une commune française, située dans le département du Calvados en région Normandie, peuplée de 285 habitants.

## Géographie
|             | Pertheville-Ners |               |
| La Hoguette | Vignats          | Fourches Orne |
| Nécy Orne   |                  | Brieux Orne   |

### Hydrographie
La commune est située dans le bassin Seine-Normandie. Elle est drainée par la Gronde, la Filaine, le cours d'eau 01 de la commune de Brieux, le fossé 03 de Saint-Nicolas, le fossé 01 de la Davoiserie, le fossé 01 de Ners et un autre petit cours d'eau,.

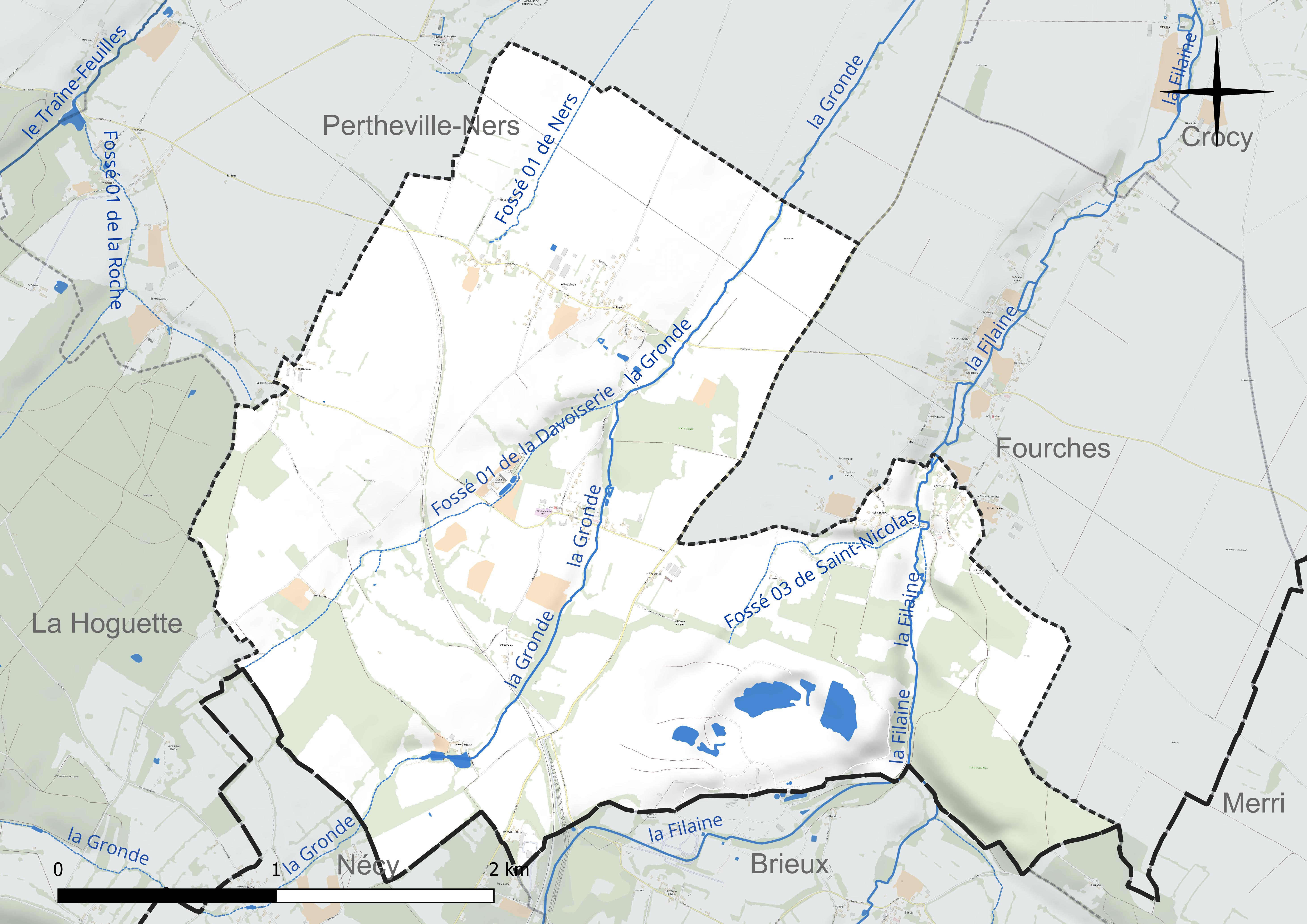
Réseau hydrographique de Vignats.

### Climat
Pour des articles plus généraux, voir Climat de la Normandie et Climat du Calvados.
En 2010, le climat de la commune est de type climat océanique altéré, selon une étude du CNRS s'appuyant sur une série de données couvrant la période 1971-2000. En 2020, Météo-France publie une typologie des climats de la France métropolitaine dans laquelle la commune est exposée à un climat océanique et est dans la région climatique  Normandie (Cotentin, Orne), caractérisée par une pluviométrie relativement élevée (850 mm/a) et un été frais (15,5 °C) et venté. Parallèlement le GIEC normand, un groupe régional d'experts sur le climat, différencie quant à lui, dans une étude de 2020, trois grands types de climats pour la région Normandie, nuancés à une échelle plus fine par les facteurs géographiques locaux. La commune est, selon ce zonage, exposée à un « climat des plateaux abrités », correspondant à la plaine agricole de Caen à Falaise, sous le vent des collines de Normandie et proche de la mer, se caractérisant par une pluviométrie et des contraintes thermiques modérées.
Pour la période 1971-2000, la température annuelle moyenne est de 10,2 °C, avec  une amplitude thermique annuelle de 12,9 °C. Le cumul annuel moyen de précipitations est de 749 mm, avec 11,4 jours de précipitations en janvier et 7,4 jours en juillet. Pour la période 1991-2020, la température moyenne annuelle observée sur la station météorologique la plus proche, située sur la commune de Damblainville à 7 km à vol d'oiseau, est de 11,6 °C et le cumul annuel moyen de précipitations est de 716,8 mm,. Pour l'avenir, les paramètres climatiques de la commune estimés pour 2050 selon différents scénarios d'émission de gaz à effet de serre sont consultables sur un site dédié publié par Météo-France en novembre 2022.

## Urbanisme

### Typologie
Au 1er janvier 2024, Vignats est catégorisée commune rurale à habitat très dispersé, selon la nouvelle grille communale de densité à 7 niveaux définie par l'Insee en 2022.
Elle est située hors unité urbaine. Par ailleurs la commune fait partie de l'aire d'attraction de Caen, dont elle est une commune de la couronne,. Cette aire, qui regroupe 296 communes, est catégorisée dans les aires de 200 000 à moins de 700 000 habitants,.

### Occupation des sols
L'occupation des sols de la commune, telle qu'elle ressort de la base de données européenne d'occupation biophysique des sols Corine Land Cover (CLC), est marquée par l'importance des territoires agricoles (68,4 % en 2018), une proportion sensiblement équivalente à celle de 1990 (69,1 %). La répartition détaillée en 2018 est la suivante : 
prairies (31,6 %), terres arables (30,9 %), forêts (17,6 %), mines, décharges et chantiers (12,7 %), zones agricoles hétérogènes (5,9 %), zones urbanisées (1,2 %). L'évolution de l'occupation des sols de la commune et de ses infrastructures peut être observée sur les différentes représentations cartographiques du territoire : la carte de Cassini (XVIIIe siècle), la carte d'état-major (1820-1866) et les cartes ou photos aériennes de l'IGN pour la période actuelle (1950 à aujourd'hui).

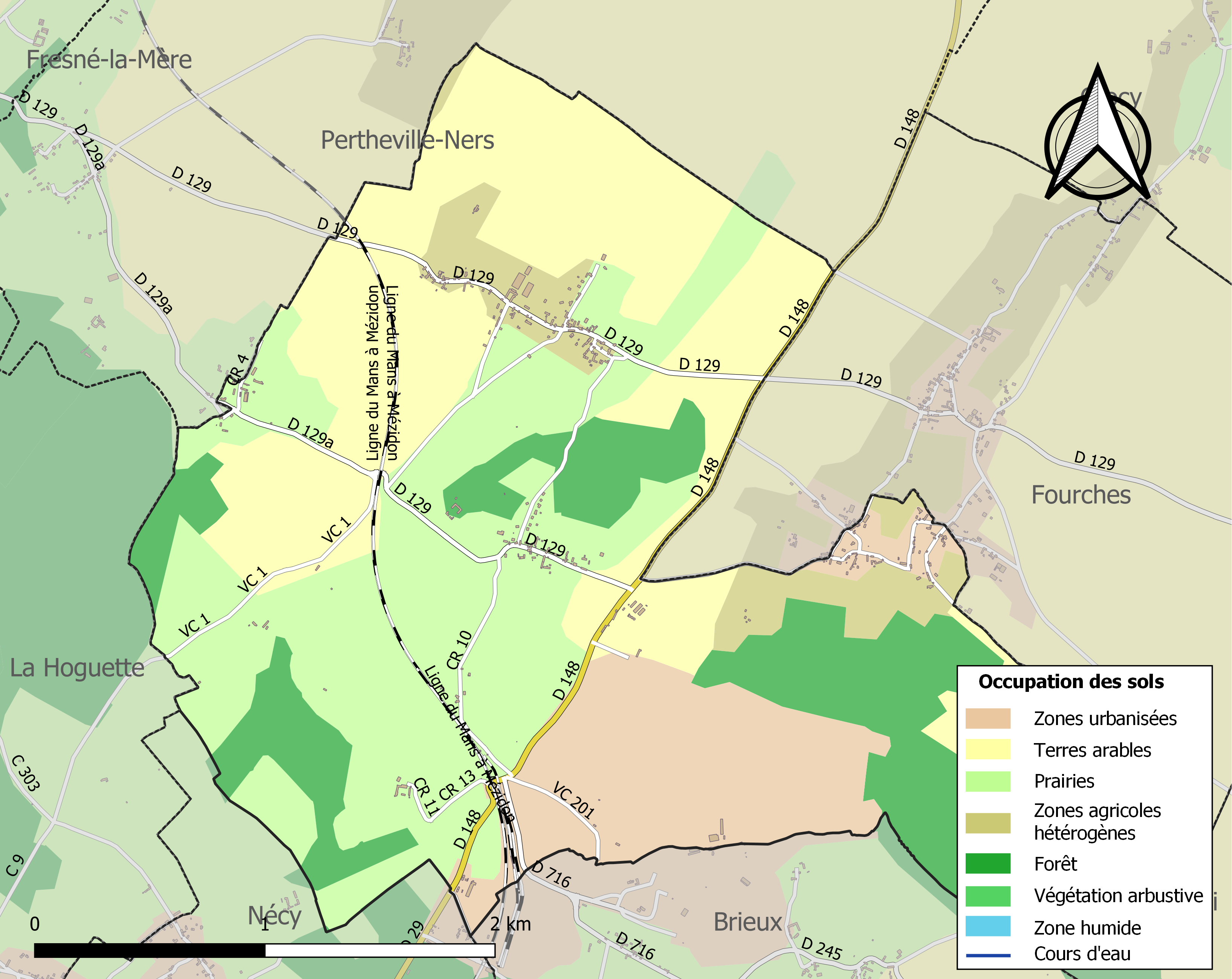
Carte des infrastructures et de l'occupation des sols de la commune en 2018 (CLC).

## Toponymie
Le nom de la localité est attesté sous les formes Vinacium vers 1086, Vinacum en 1090, Vinaz en 1155, Vinatium en 1165, de Veteri Vinacio en 1257.
De adjectif latin vinaceum (monasterium) « (monastère) produisant du vin »; les moines de l'abbaye Sainte-Marguerite, à l'origine prieuré bénédictin fondé en 1130, avaient dû y planter de la vigne.

## Histoire
L'abbaye Sainte-Marguerite de Vignats est mentionnée comme propriétaire en 1239 du camp de Bierre.

## Politique et administration
| Période                                  | Période   | Identité       | Étiquette | Qualité                                                   |
| ---------------------------------------- | --------- | -------------- | --------- | --------------------------------------------------------- |
| 1945                                     | 1965      | Pierre Lalizel | SE        | Agriculteur bouilleur de cru                              |
|                                          |           |                |           |                                                           |
| juin 1995                                | mars 2014 | Érick Dewaële  | SE        | Employé de La Poste                                       |
| mars 2014                                | En cours  | Kevin Dewaële  | SE        | Cadre en cabinet d'expertise comptable, fils du précédent |
| Les données manquantes sont à compléter. |           |                |           |                                                           |

## Démographie
L'évolution du nombre d'habitants est connue à travers les recensements de la population effectués dans la commune depuis 1793. Pour les communes de moins de 10 000 habitants, une enquête de recensement portant sur toute la population est réalisée tous les cinq ans, les populations de référence des années intermédiaires étant quant à elles estimées par interpolation ou extrapolation. Pour la commune, le premier recensement exhaustif entrant dans le cadre du nouveau dispositif a été réalisé en 2006.
En 2022, la commune comptait 285 habitants, en évolution de +1,42 % par rapport à 2016 (Calvados : +1,58 %, France hors Mayotte : +2,11 %).
| 1793 | 1800 | 1806 | 1821 | 1831 | 1836 | 1841 | 1846 | 1851 |
| ---- | ---- | ---- | ---- | ---- | ---- | ---- | ---- | ---- |
| 590  | 608  | 660  | 683  | 681  | 682  | 683  | 669  | 593  |

| 1856 | 1861 | 1866 | 1872 | 1876 | 1881 | 1886 | 1891 | 1896 |
| ---- | ---- | ---- | ---- | ---- | ---- | ---- | ---- | ---- |
| 549  | 537  | 518  | 507  | 504  | 438  | 423  | 411  | 366  |

| 1901 | 1906 | 1911 | 1921 | 1926 | 1931 | 1936 | 1946 | 1954 |
| ---- | ---- | ---- | ---- | ---- | ---- | ---- | ---- | ---- |
| 344  | 330  | 349  | 241  | 302  | 271  | 276  | 311  | 316  |

| 1962 | 1968 | 1975 | 1982 | 1990 | 1999 | 2006 | 2011 | 2016 |
| ---- | ---- | ---- | ---- | ---- | ---- | ---- | ---- | ---- |
| 295  | 299  | 266  | 249  | 206  | 224  | 243  | 280  | 281  |

| 2021 | 2022 | - | - | - | - | - | - | - |
| ---- | ---- | - | - | - | - | - | - | - |
| 288  | 285  | - | - | - | - | - | - | - |

## Culture locale et patrimoine

### Lieux et monuments
- Abbaye Sainte-Marguerite, à l'origine prieuré bénédictin fondé en 1130. En 1239, la famille de Montgommery fait don des terres de Bierre à l'abbaye[28]. Les moniales fonderont en 1623, le monastère bénédictin de Cherbourg.
- Église Sainte-Marguerite. L'église primitive du XIIIe siècle est reconstruite en 1634. Le clocher a, quant à lui, été construit en 1850.
- Chapelle Saint-Nicolas des XIe, XVIIIe et XXe siècles.
- Vestiges d'une enceinte circulaire sur la rive gauche d'un affluent de la Dives[29]. Il s'agirait du château à motte érigé vers l'an mille par le seigneur de Montgommery[28].

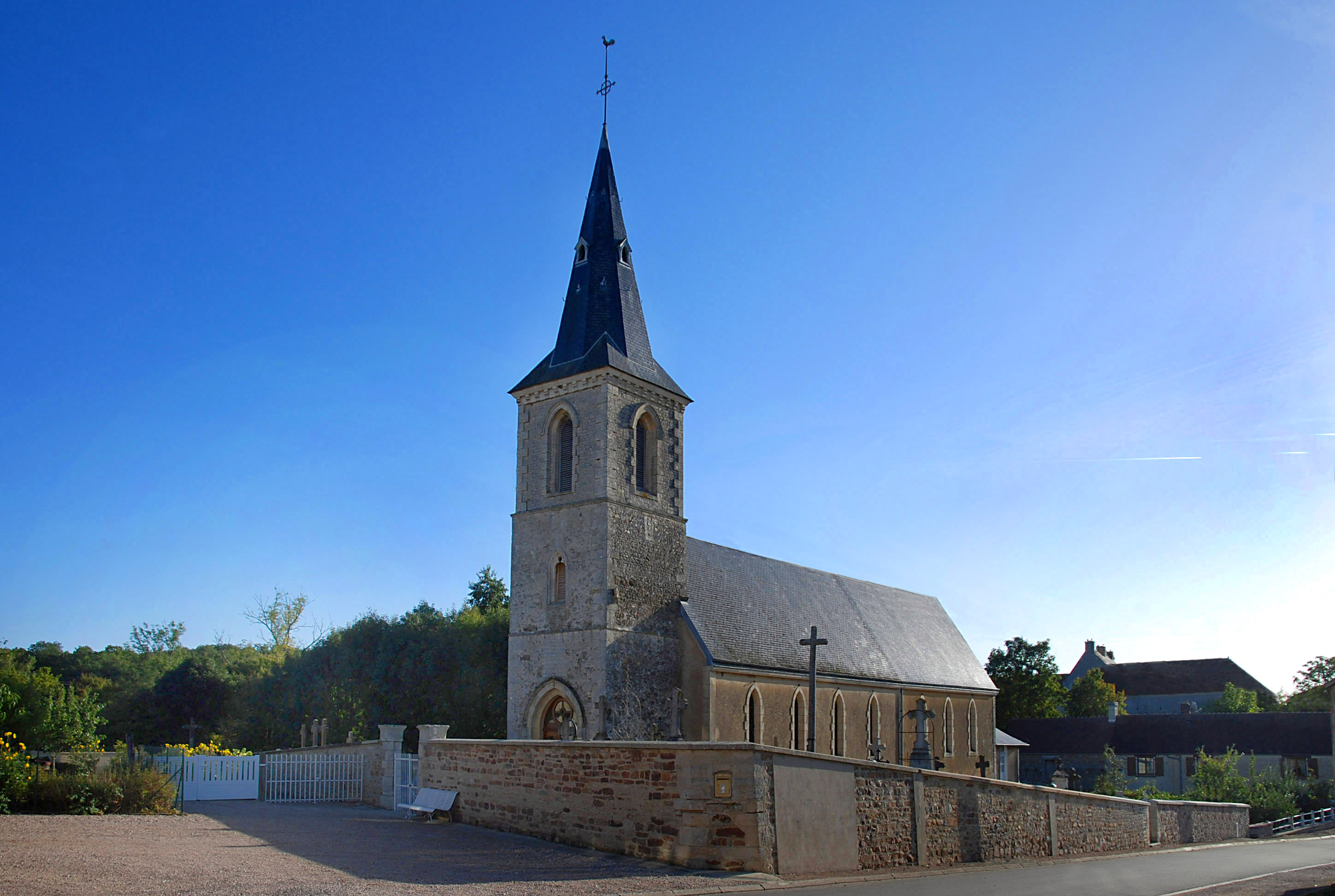
L'église Sainte-Marguerite.
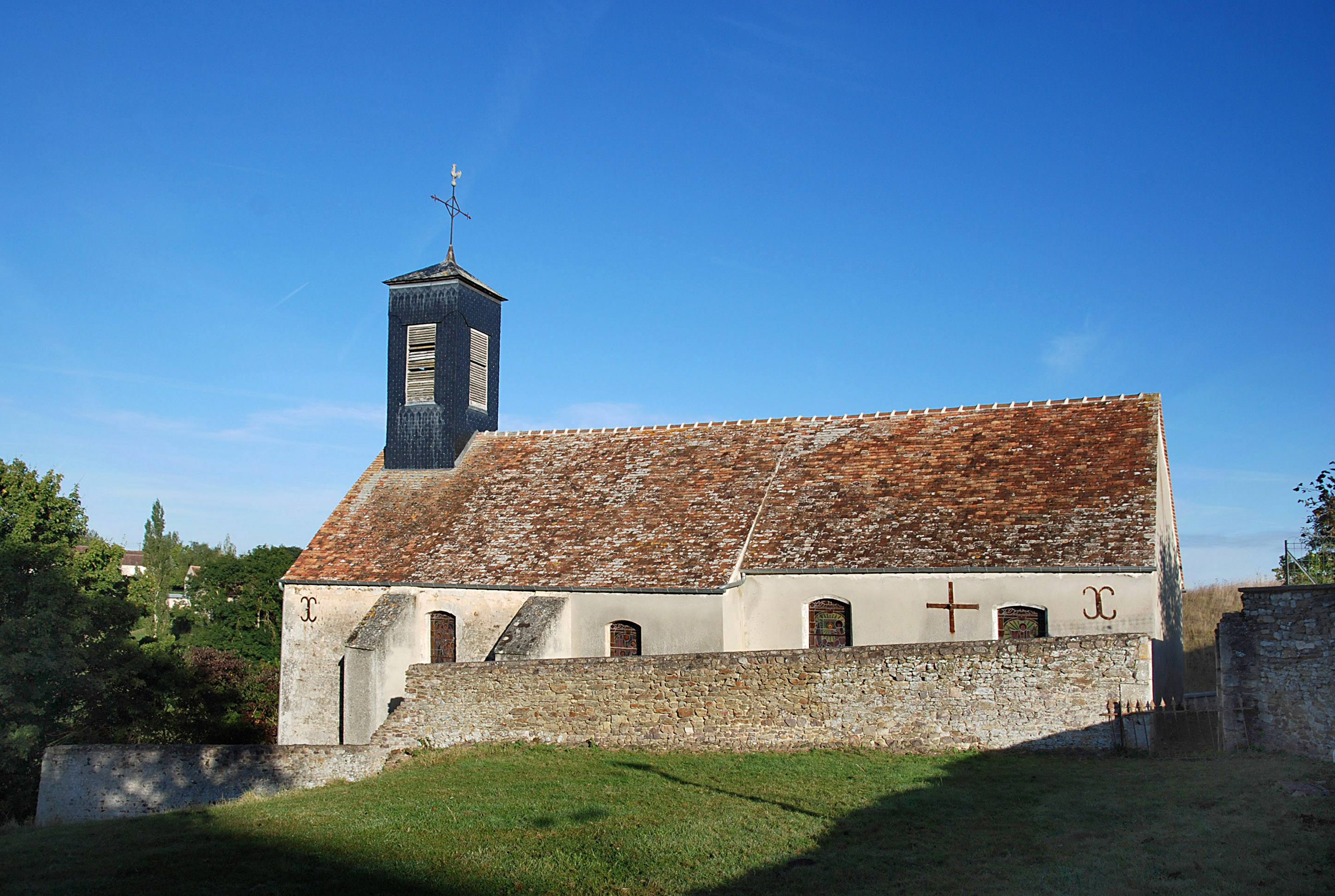
La chapelle Saint-Nicolas.

### Héraldique
| Blason de Vignats | Blason  | Tiercé en pairle renversé : au 1er de gueules à deux léopards d'or, armés et lampassés d'azur, l'un au-dessus de l'autre, au 2e d'azur à trois coquilles d'or, au 3e d'argent à deux fasces ondées d'azur et au dragon de sinople armé et enflammé de gueules brochant. |
| Blason de Vignats | Détails | Les deux léopards d'or des armoiries de Vignats rappellent les armoiries de la Normandie. Adopté le 8 décembre 2015. |